# 沃爾尼 (艾奧瓦州)
沃爾尼（英語：Volney）是位於美國愛荷華州阿勒馬基縣的一個非建制地區。該地的面積和人口皆未知。